# 제이슨 존스

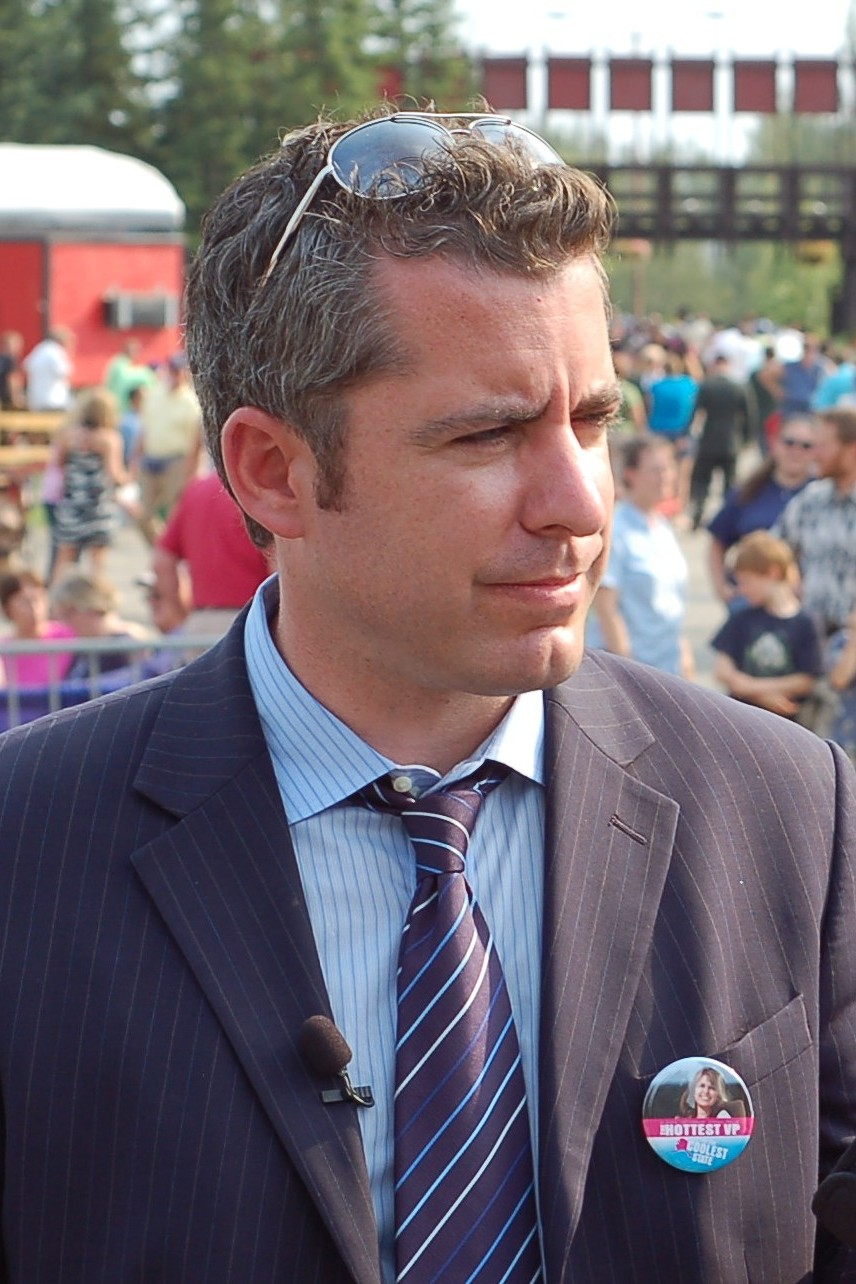

제이슨 존스(Jason Jones, 1973년 6월 3일 ~ )는 캐나다의 각본가, 영화 제작자, 배우, 영화 감독, 희극인이다.
해밀턴에서 태어났다.

## 작품 목록
- 다이 하트: 더 무비 (2023) - 마이키 역
- Better Off Single (2016)
- 핫 텁 타임머신 2 (2015년) - 게리 윙클 역
- 출동! 도토리 구조대 (2015년) - 프랭키 목소리 역
- 로즈워터 (2014년)
- 아트 오브 더 스틸 (2013년)
- 더 랠리 투 리스토어 새너티 앤드/오어 피어 (2010년)
- 비기너스 가이드 투 엔딩 (2010년)
- 스위치 (2010년)
- 브로큰 데이트 (2010년)
- 올 어바웃 스티브 (2009년) - 바스케즈 역
- 쿠퍼스 카메라 (2008년)
- 햄 & 치즈 (2004년)
- 필 더 에이리언 (2004년)
- 엘로이즈 무도회 소동 (2003년)
- JFK Jr. 스토리 (2003년)
- 웹스 (2003년)
- 레프트 비하인드 2 (2002년)
- 터미널 인베이전 (2002년)
- 더 엔드리스 그린드 (2001년)
- 씬 블루 라이 (2000년)
- 디자이너 바디 (1995년)

### 텔레비전
- 퀴어 애즈 포크 (2003)
- 애즈 더 월드 턴즈 (2004)
- 내가 그녀를 만났을 때 (2008-09)
- 더 데일리 쇼 (2008-15) - 게스트
- 로앤오더 (2009)
- 더 디투어 (2016-19)